# 86
86（八十六、はちじゅうろく、やそじあまりむつ）は自然数、また整数において、85の次で87の前の数である。

## 性質
- 86は合成数であり、正の約数は 1, 2, 43, 86 である。
  - 約数の和は132。
  - 約数の個数が3連続(85,86,87)で同じになる2番目の中央の数である。1つ前は34、次は94。
- 29番目の半素数である。1つ前は85、次は87。
- 86 = 32 + 42 + 52 + 62
  - 4連続自然数の平方和で表せる3番目の数である。1つ前は54、次は126。
- ノントーティエントの10番目の偶数である。1つ前は76、次は90。
- 1/86 = 0.0116279069767441860465… (下線部は循環節で長さは21)
  - 逆数が循環小数になる数で循環節が21になる2番目の数である。1つ前は43、次は129。
- 各位の和が14になる4番目の数である。1つ前は77、次は95。
- 各位の平方和が平方数になる21番目の数である。1つ前は80、次は90。(オンライン整数列大辞典の数列 A175396)
82 + 62 = 100 = 102
- 86 = 12 + 22 + 92 = 12 + 62 + 72 = 52 + 52 + 62
  - 3つの平方数の和3通りで表せる4番目の数である。1つ前は81、次は89。(オンライン整数列大辞典の数列 A025323)
  - 86 = 12 + 22 + 92 = 12 + 62 + 72
    - 異なる3つの平方数の和2通りで表せる5番目の数である。1つ前は77、次は89。(オンライン整数列大辞典の数列 A025340)

  - 86 = 12 + 22 + 92
    - n = 2 のときの 1n + 2n + 9n の値とみたとき1つ前は12、次は738。(オンライン整数列大辞典の数列 A074505)

  - 86 = 12 + 62 + 72
    - n = 2 のときの 1n + 6n + 7n の値とみたとき1つ前は14、次は560。(オンライン整数列大辞典の数列 A074520)

## その他 86 に関すること
- 原子番号 86 の元素はラドン (Rn)。
- 中華人民共和国本土へ国際電話を掛ける際の国番号は 86 である[1]。
- 第86代天皇は後堀河天皇である。
- 日本の86代目の内閣総理大臣は、森喜朗。
- 第86代ローマ教皇はヨハネス7世（在位：705年3月1日～707年10月18日）である。
- 英語のスラング 86 (Eighty-Six) 
  - 意味は名詞的に売り切れ、品切れ、お断り、泥酔客などで、コック・バーテン業界の隠語とされる。転じて動詞的に追い返す、追い出す、隠す、消す、殺すなど。過去形は eighty-sixed。語源は諸説あるが、ニューヨークウェストビレッヂのチャムリーズ (Chumley's) という禁酒法時代の闇酒場 (Speakeasy) が86番地だったことに由来、という説が有力。手入れを避けるため表玄関からは入れなかったこの店に因むとされる。
- 大相撲の年間勝利数記録は、86勝（年間6場所制施行以降）。2009年,2010年に横綱白鵬が記録。
- クルアーンにおける第86番目のスーラは夜訪れるものである。

### 特定の物品の名称
- トヨタの後輪駆動最後のカローラレビン/スプリンタートレノ（1983～1987年）は、型式 AE86 からハチロクと呼ばれる。
  - 頭文字D ドラマCD ｢番外編 ～ドリキン青春グラフティー ～｣に収録されている楽曲。
  - ハチロクの日 (8月6日)、トヨタ・AE86型カローラレビン/スプリンタートレノに関するイベントが行われる。(また、2014年現在ではここにトヨタ・86/スバル・BRZが加わった。)
- トヨタのコンセプトカー FT-86、またはその市販車であるトヨタ・86。
- CPU アーキテクチャ x86 の略称。
- 航空自衛隊で、ブルーインパルスでも使用された戦闘機・F-86F セイバー(旭光)。
- 国鉄8620形蒸気機関車は、「ハチロク」の愛称で親しまれた。
- 86-エイティシックス- - 安里アサト作の日本のライトノベル。